# Europees kampioenschap voetbal onder 21 - 2027
Het Europees kampioenschap voetbal onder 21 - 2027 wordt de 26ste editie van het Europees kampioenschap voetbal onder 21. Het toernooi wordt georganiseerd in Albanië en Servië. Het toernooi zal ook gaan dienen als kwalificatietoernooi voor de Olympische Zomerspelen in 2028.

## Keuze gastland(en)
- Albanië en  Servië – Op 9 mei 2024 lieten Albanië en Servië weten geïnteresseerd te zijn in het gezamenlijk organiseren van het toernooi in 2029. In eerste instantie wilde Albanië een zelfstandig bod indienen, maar de stadionvereisten zorgden ervoor dat Albanië een samenwerkingspartner moesten zoeken. In een interview liet Armand Duka, voorzitter van de Albanese voetbalbond, weten dat Albanië eerst contact had gezocht met de voetbalbonden van Kosovo en Noord-Macedonië om een mogelijke samenwerking aan te gaan, echter is dit niet gebeurd omdat in beide landen de stadions niet aan de vereisten voldoen. In dat interview gaf Duka ook aan dat Albanië vervolgens contact had opgenomen met Servië, boven de keuze voor België of Turkije.

Kritiek en protesten
Het gezamenlijke bod van Albanië en Servië zorgde in beide landen voor veel kritiek, gezien de onderlinge spanningen vanwege de relaties met Kosovo en andere verbanden. In oktober 2014 speelden Albanië en Servië een kwalificatiewedstrijd voor het EK 2016 tegen elkaar in Belgrado, die in de 42e minuut werd onderbroken vanwege diverse incidenten en veldbestorming, wat uiteindelijk leidde tot het stopzetten van de wedstrijd. Op 20 mei 2024 protesteerden Albanese supporters bij het hoofdkantoor van de nationale voetbalbond door verf te spuiten en foto's op te plakken. Als reactie op het gezamenlijke bod kondigde Kosovo aan hun eigen stadions grondig te renoveren. Lorik Cana, voormalig voetballer met de meeste internationale wedstrijden voor Albanië, uitte ook kritiek op het gezamenlijke bod. Voormalig Kosovaars politicus Milaim Zeka steunde daarentegen juist het bod. Supportersgroepen in Albanië en Kosovo hebben beiden gezegd sterk tegen het gezamenlijke bod te zijn.
Teruggetrokken
- België
- Turkije

Op 26 september 2024 kondigde de UEFA aan dat Albanië en Servië de enige twee kandidaten waren. Het UEFA Executive Committee zou oorspronkelijk op 16 december 2024 het gastland of de gastlanden toewijzen, maar dit werd uitgesteld tot februari 2025. Op 4 februari 2025 maakte de UEFA bekend dat het toernooi in Albanië en Servië zal plaatsvinden. De wedstrijden zullen gespeeld worden in acht verschillende speelsteden. De openingswedstrijd wordt gespeeld in het Karadjordjestadion in Novi Sad, Servië en de finale in het Air Albania Stadion, Tirana, Albanië.

## Kwalificatie

### Gekwalificeerde teams
| Team    | Reden van kwalificatie | Datum van kwalificatie | Aantal deelnames | Laatste deelname | Beste resultaat    |
| ------- | ---------------------- | ---------------------- | ---------------- | ---------------- | ------------------ |
| Albanië | Gastland               | 4 februari 2025        | 2e               | 1984             | Kwartfinale (1984) |
| Servië  | Gastland               | 4 februari 2025        | 12e              | 2019             | Winnaar (1978)     |

## Speelsteden
| Tirana              | Shkodër            | · Tirana Shkodër Elbasan Rrogozhinë |
| ------------------- | ------------------ | ----------------------------------- |
| Air Albania Stadion | Loro Boriçistadion | · Tirana Shkodër Elbasan Rrogozhinë |
|                     |                    | · Tirana Shkodër Elbasan Rrogozhinë |
| Capaciteit: 22.500  | Capaciteit: 16.022 | · Tirana Shkodër Elbasan Rrogozhinë |
| Elbasan             | Rrogozhinë         | · Tirana Shkodër Elbasan Rrogozhinë |
| Elbasan Arena       | Egnatia Arena      | · Tirana Shkodër Elbasan Rrogozhinë |
| Capaciteit: 12.800  | Capaciteit: 4.000  | · Tirana Shkodër Elbasan Rrogozhinë |
|                     | Egnatia Arena      | · Tirana Shkodër Elbasan Rrogozhinë |
| Novi Sad            | Zaječar            | · Novi Sad Zaječar Leskovac Loznica |
| Karadjordjestadion  | Kraljevicastadion  | · Novi Sad Zaječar Leskovac Loznica |
| Capaciteit: 8.136   | Capaciteit: 8.030  | · Novi Sad Zaječar Leskovac Loznica |
|                     |                    | · Novi Sad Zaječar Leskovac Loznica |
| Leskovac            | Loznica            | · Novi Sad Zaječar Leskovac Loznica |
| Dubočicastadion     | Lagatorstadion     | · Novi Sad Zaječar Leskovac Loznica |
| Capaciteit: 14.800  | Capaciteit: 8.168  | · Novi Sad Zaječar Leskovac Loznica |
|                     |                    | · Novi Sad Zaječar Leskovac Loznica |